# Euceros superbus
Euceros superbus är en stekelart som beskrevs av Joseph Kriechbaumer 1888. Euceros superbus ingår i släktet Euceros och familjen brokparasitsteklar. Inga underarter finns listade i Catalogue of Life.